# Rifloir

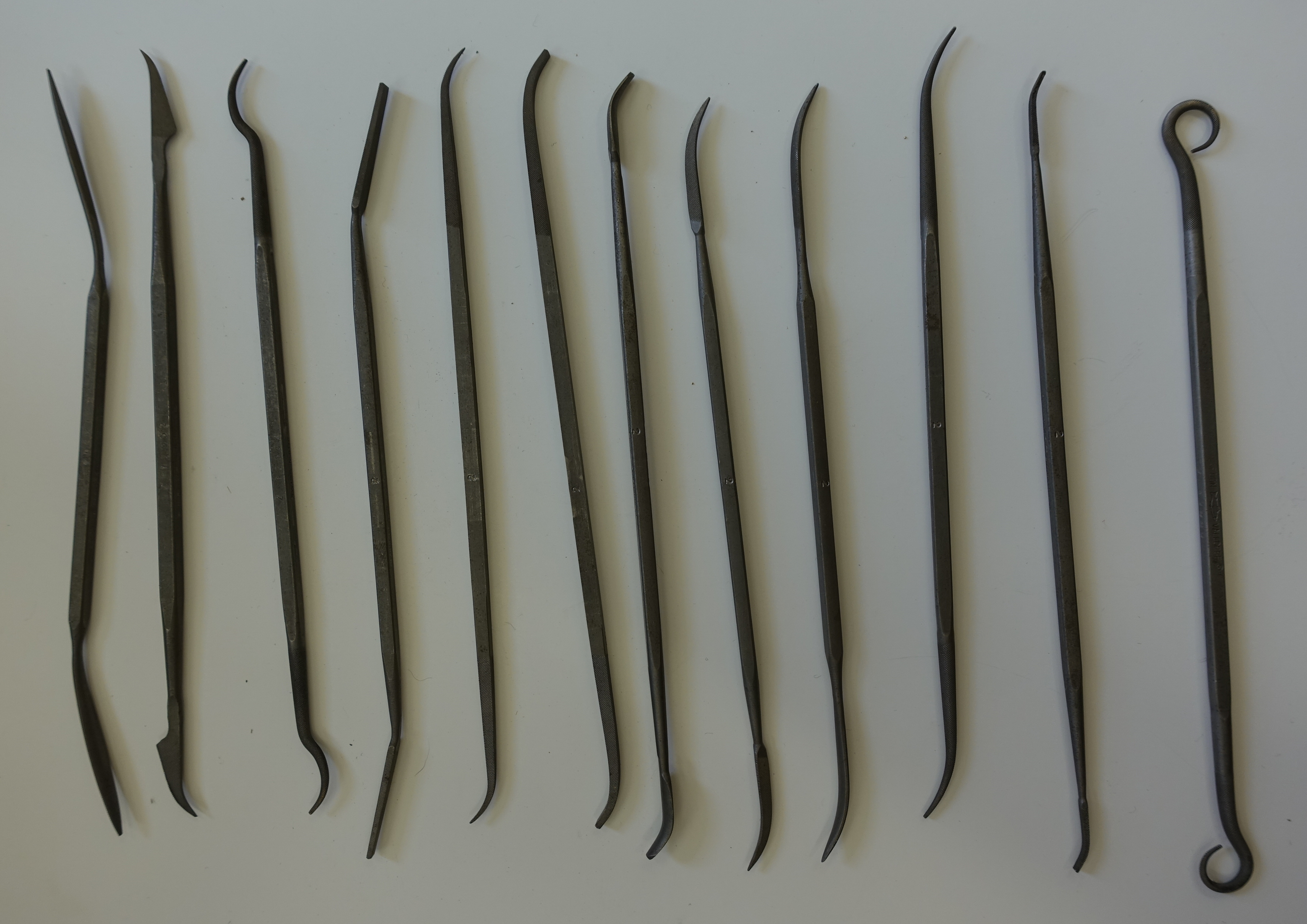
Des rifloirs pour le travail du bronze.

Le rifloir est un outil de la famille des limes utilisé pour le façonnage de pièces aux formes complexes, pour atteindre des recoins et des surfaces difficiles d'accès aux autres outils, pour tous les travaux de modelage de précision.